# متیل سیکلوپروپان
متیل سیکلوپروپان (به انگلیسی: Methylcyclopropane) یک ترکیب شیمیایی با شناسه پاب‌کم ۱۱۶۵۷ است. شکل ظاهری این ترکیب، گاز بی‌رنگ است.